# Philippe Bernardino
Philippe Bernardino (Mataiea, 23 septembre 1915 - Papeete, 4 janvier 1963) est un militaire français, Compagnon de la Libération. Engagé dès 1936, il choisit de se rallier à la France libre en 1940 et combat en Afrique du Nord, en Italie et en France. Après la seconde guerre mondiale, il combat à nouveau pendant la guerre d'Indochine avant de prendre sa retraite dans son île natale.

## Biographie

### Jeunesse et engagement
Philippe Bernardino naît le 23 septembre 1915 à Mataiea sur l'île de Tahiti en Polynésie française. Il s'engage dans l'armée française en 1936.

### Seconde Guerre mondiale
Lorsque la Polynésie se rallie à la France libre en septembre 1940, il s'engage dans le corps expéditionnaire du Pacifique formé par le capitaine Félix Broche. Promu caporal puis sergent, il participe à la constitution du Bataillon du Pacifique qui quitte Tahiti en mai 1941 pour rejoindre le front en Afrique du nord. Il prend alors part à la guerre du désert et à la bataille de Bir Hakeim et est promu sergent-chef.
Le 1er juillet 1942, le bataillon du Pacifique fusionne avec le 1er bataillon d'infanterie de marine pour former le Bataillon d'infanterie de marine et du Pacifique. Au sein de cette nouvelle unité, Philippe Bernardino participe à la seconde bataille d'El Alamein et à la campagne de Tunisie. Il débarque ensuite en Italie puis est engagé dans la campagne de libération de la France jusque dans les Vosges où les soldats tahitiens sont relevés en novembre 1944. Cité comme un soldat « énergique, courageux et sûr », il est promu adjudant.

### Après-guerre
Après la guerre, il est affecté pendant trois ans dans son île natale puis il est muté au 3e régiment d'infanterie coloniale basé à Versailles. Il participe ensuite à la guerre d'Indochine de 1952 à 1954. Promu adjudant-chef, il est de nouveau affecté à Tahiti jusqu'à sa retraite en septembre 1958.
Philippe Bernardino meurt à Papeete le 4 janvier 1963 et est inhumé au cimetière de l'Uranie.

## Décorations
|  |  |  |  |  |  |
|  |  |  |  |  |  |
|  |  |  |  |  |  |

| Officier de la Légion d'honneur[Quand ?]                                              | Officier de la Légion d'honneur[Quand ?]                                              | Compagnon de la Libération                                                            | Compagnon de la Libération                                           | Médaille militaire                                                   | Médaille militaire                                                   |
| Croix de guerre 1939-1945                                                             | Croix de guerre 1939-1945                                                             | Croix de guerre des Théâtres d'opérations extérieurs                                  | Croix de guerre des Théâtres d'opérations extérieurs                 | Médaille de la Résistance française                                  | Médaille de la Résistance française                                  |
| Médaille coloniale Avec agrafes "Libye 42", "Bir-Hakeim", "Tripolitaine" et "Tunisie" | Médaille coloniale Avec agrafes "Libye 42", "Bir-Hakeim", "Tripolitaine" et "Tunisie" | Médaille coloniale Avec agrafes "Libye 42", "Bir-Hakeim", "Tripolitaine" et "Tunisie" | Médaille commémorative des services volontaires dans la France libre | Médaille commémorative des services volontaires dans la France libre | Médaille commémorative des services volontaires dans la France libre |

## Hommages
- Une rue de Papeete a été baptisée en son honneur[4],[5].